# Aline Milene
Aline Milene de Lima, mais conhecida por Aline Milene (Belo Horizonte, 8 de abril de 1994), é uma futebolista brasileira que atua como ponta e meio-campista. Atualmente atua pelo São Paulo.

## Carreira

### Categorias de base, Atlético Mineiro e times universitários
Belorizontina, Aline foi formada pelo Atlético Mineiro e em 2007 foi integrada ao time A do clube mineiro, tendo vencido seus primeiros títulos em 2009 ao conquistar a Taça BH, Copa Centenário e o Campeonato Mineiro, sendo tetracampeã pelo clube. Logo depois, em 2014, Aline foi para os Estados Unidos da América, onde defendeu o Northwest College, o Baylor Bears e o Monroe Mustangs, ambos times universitários, ficando até o ano de 2017 e obtido formação em Administração.

### Ferroviária
Após o período no exterior, Aline retornou ao Brasil contratada pela Ferroviária em 2019, onde na primeira temporada conquistou o Campeonato Brasileiro pelo clube do interior paulista. No ano seguinte, disputando pela primeira vez a competição, Aline conquistou a Copa Libertadores da América de 2020, tendo feito, de pênalti, o gol do título. Ao final da temporada, Aline esteve na Seleção da Copa Libertadores de 2020.

### São Paulo
Aline foi contratada pelo São Paulo em junho de 2022, onde disputa o Campeonato Brasileiro e o Campeonato Paulista. Com a camisa do Tricolor, Aline foi escolhida a craque do Paulistão Feminino de 2023.

## Seleção Brasileira
Aline foi convocada para a Seleção Brasileira em 2018 pelo técnico Vadão quando ainda atuava no Baylor Bears, onde disputou e foi campeã da Copa América do mesmo ano. Aline marcou 1 gol na goleada contra a Bolívia por 7–0, jogo realizado em Coquimbo, no Chile.

## Títulos
Seleção Brasileira
- Copa América - 2018

Atlético-MG
- Campeonato Mineiro - 2009, 2010, 2011, 2012

Ferroviária
- Campeonato Brasileiro - 2019
- Copa Libertadores da América - 2020